# 安德森港
安德森港（英語：Andersen Harbor）是南極洲的海灣，位於帕默群島的梅爾基奧群島，處於伊塔島以西和歐米加島以北，在1927年由英國研究隊繪入地圖，現時由南極條約體系管理。